# Maricarmen Alva
María del Carmen Alva Prieto, née à Lima le 24 février 1967, est une avocate et femme d'État péruvienne. Elle est la présidente du Congrès péruvien depuis 2021.

## Biographie

### Jeunesse et formation
Elle a étudié le droit à l'Université de Lima où elle a obtenu son diplôme d'avocate. Elle est diplômée d'une maîtrise en gestion publique de l'université de San Martín de Porres. 
Elle a été conseillère juridique à l'Office de normalisation de la sécurité sociale (ONP). De plus, elle a été consultante pour la société allemande de développement (GIZ),.

### Parcours politique
Elle est membre de l'Action populaire, où elle a exercé plusieurs postes à responsabilités, notamment membre du comité exécutif national et secrétaire aux affaires électorales.
Lors des élections générales péruviennes de 2006, elle est membre de la commission du plan gouvernemental sur les questions de gestion publique pour la candidature présidentielle de Valentin Paniagua. Lors de ces mêmes élections, elle commence sa carrière politique en se présentant au Congrès de la République pour le Front du centre, mais elle n'est pas élue.
De 2002 à 2016, elle est conseillère du groupe Action populaire.
Lors des élections législatives péruviennes de 2020, elle se représente pour le Congrès de la République avec son parti, mais elle n'est pas élue. Cependant, elle se présente une troisième fois lors des élections générales péruviennes de 2021 et est élue députée pour Action populaire avec 25 219 voix, pour la législature de 2021 à 2026.
Le 26 juillet 2021, Alva est élue présidente du Congrès péruvien. Elle obtient 69 voix pour, présentée par une liste commune avec les libéraux de AvP et APP et le soutien de FP, face à la liste de Rénovation populaire,.
En tant que congressiste, elle défend des propositions de loi perçues comme défavorables aux travailleurs, notamment la prolongation de la journée de travail, des dispositions facilitant les licenciements, ou le rejet de projets de sécurité sociale. Elle combat le président Pedro Castillo, cherchant à obtenir sa destitution.